# Oud-Vroenhoven

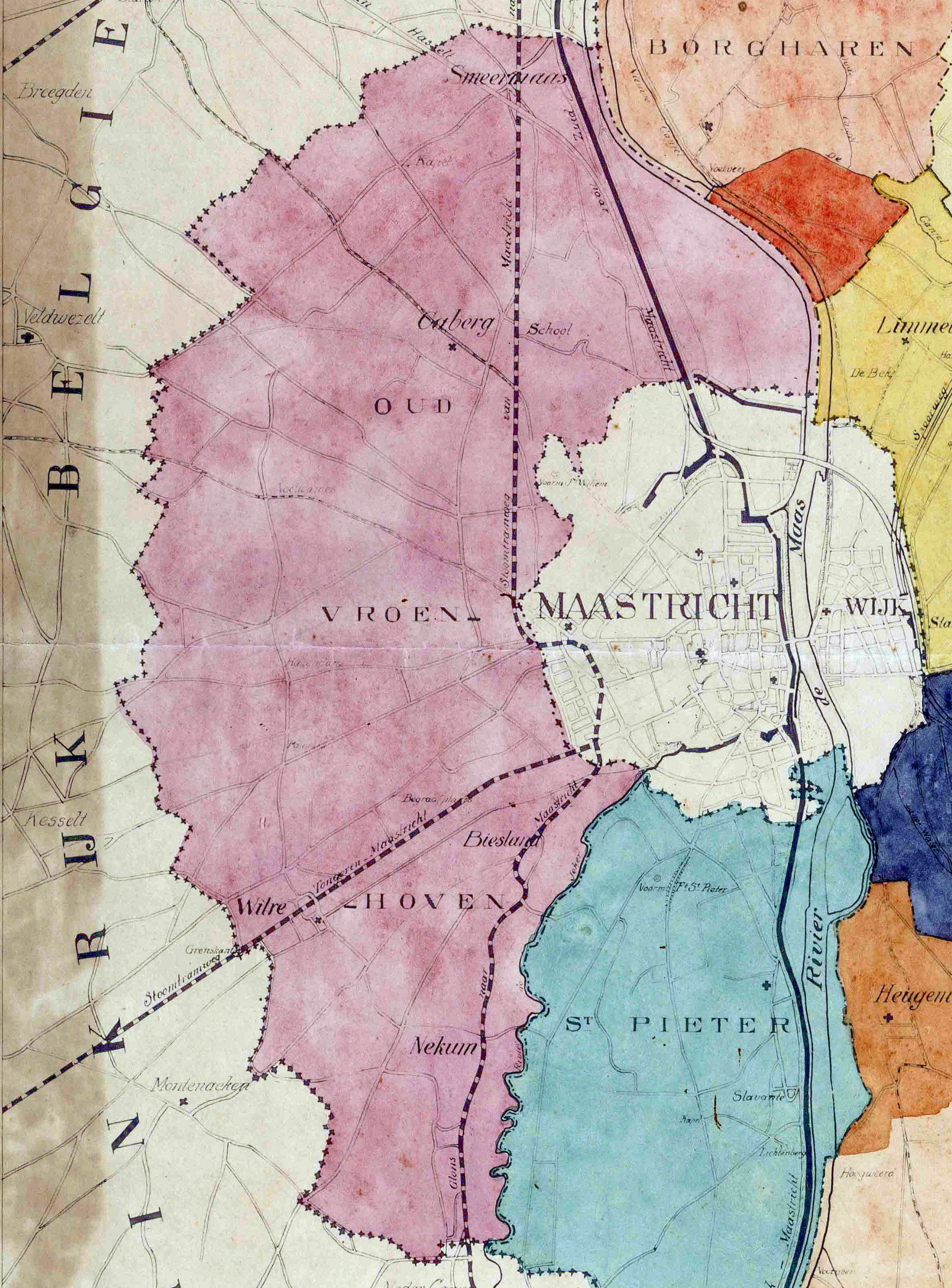
Kaart van de gemeente ten tijde van de annexatie

Oud-Vroenhoven is een voormalige gemeente in de Nederlandse provincie Limburg, op de linkeroever van de Maas in de huidige gemeente Maastricht.

Wapen van de gemeente

Tijdens het ancien régime was dit gebied onderdeel van het graafschap van de Vroenhof. De gemeente Oud-Vroenhoven ontstond bij de splitsing van België en Nederland in 1839, waarbij ook de gemeente Vroenhoven werd gedeeld. In het Nederlandse deel van Limburg ontstond zo de gemeente Oud-Vroenhoven.
De gemeente bestond uit Wolder, Biesland, Nekum en Caberg. Wolder (Wilre) was de hoofdplaats, waar zich ook het gemeentehuis bevond (Tongerseweg 344). 
Oud-Vroenhoven werd in 1920 bij de gemeente Maastricht gevoegd.